# Frédéric d'Arras
Frédéric, Charles d'Arras, né le 28 janvier 1825 à Dunkerque (Nord) et décédé le 25 octobre 1879 dans la même ville est un homme politique français.

## Biographie
Frédéric Charles d'Arras, nait à Dunkerque le 28 janvier 1825, (enregistré à l'état-civil le 31). Il est le fils de François Jean Constant d'Arras, juge d'instruction au tribunal de 1re instance de Dunkerque, et de Amélie Élise Marie de Clebsattel.  
Frédéric d'Arras exerce la profession d'avocat lors de son mariage puis celle de notaire à Dunkerque.
Il épouse, après contrat de mariage, le 16 juin 1851, Sophie Mathilde Pigalle, rentière, née à Lille. Alfred de Clebsattel, futur député en 1852, oncle des deux époux, est un des témoins.
Après sa courte carrière politique, Frédéric d'Arras retourne à la vie civile. A la date de son décès, il est dit propriétaire et conseiller d'arrondissement.
Frédéric d'Arras meurt à Dunkerque le 25 octobre 1879 au 6, rue Faulconnier, à l'âge de 54 ansil est inhumé au cimetière de Dunkerque. 

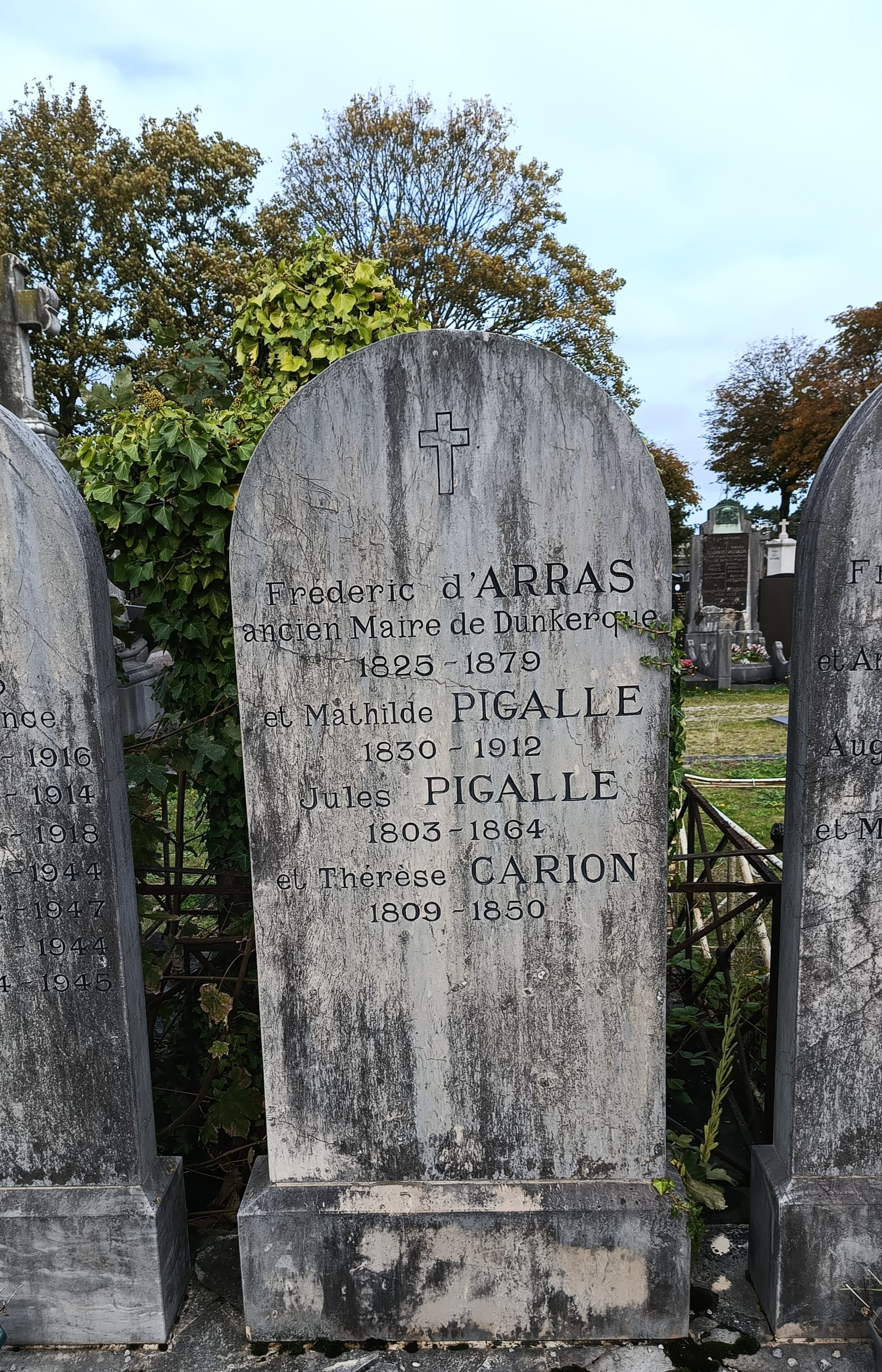
Tombe de Frédéric d'Arras au cimetière de Dunkerque

## Carrière politique
Il entre au conseil municipal de Dunkerque en 1865 et devient adjoint au maire en septembre 1870.
Frédéric d'Arras est nommé maire de Dunkerque du 26 mars 1871 au 13 janvier 1878. Il veut faire de Dunkerque une ville salubre et une grande ville. Dunkerque n'avait alors ni trottoirs ni fils d'eau, il en fait construire. Il a de grands projets pour la ville, comme construire un nouvel hôtel de ville, doter Dunkerque de larges avenues,  mais la municipalité suivante élue en 1878 ne les reprit pas et beaucoup n'aboutirent pas. Il demeure le maire sous le mandat duquel en 1875, est construite la gare de Dunkerque.
Il est élu député de la 1re circonscription de Dunkerque du 14 octobre 1877 au 7 juillet 1878  en battant Jean-Baptiste Trystam, député républicain sortant. Il siège sous l'étiquette de Union des droites. Il vote avec les conservateurs monarchistes contre toutes les invalidations réclamées et prononcées par la majorité.
La 1re circonscription de Dunkerque fait précisément partie de celles estimées litigieuses par la majorité républicaine. Invalidé, il est battu à l'élection partielle de 1878 par Jean-Baptiste Trystram.
Une des raisons de l'invalidation de l'élection de 1877 semble être dans le fait que Frédéric d'Arras a demandé cette année là le déplacement d'un ingénieur en chef du port (Mr. Plocq), en raison de ses opinions républicaines.
Il ne reparait plus en politique, même s'il reste conseiller d'arrondissement jusqu'à son décès, fonction qu'il occupait depuis octobre 1871.

## .Sources
- « Frédéric d'Arras », dans Adolphe Robert et Gaston Cougny, Dictionnaire des parlementaires français, Edgar Bourloton, 1889-1891 [détail de l’édition].
- M. Prevost, «Arras (Frédéric Charles d') », dans Dictionnaire de Biographie française, Tome III, 1939, Paris, Letouzey et Ané